# Bekecs
Bekecs is een plaats (község) en gemeente in het Hongaarse comitaat Borsod-Abaúj-Zemplén. Bekecs telt 2501 inwoners (2001).